# Melitta Brunner
Melitta Brunner, po mężu Kreckow (ur. 28 stycznia 1907 w Wiedniu, zm. 26 maja 2003 w Filadelfii) – austriacka łyżwiarka figurowa, startująca w konkurencji solistek i par sportowych z Ludwigiem Wrede. Brązowa medalistka olimpijska (1928), dwukrotna wicemistrzyni świata oraz dwukrotna mistrzyni Austrii (1923, 1930, w parach sportowych).
Indywidualnie zdobyła brązowy medal mistrzostw świata w 1929 roku oraz pięć srebrnych medali mistrzostw krajowych. Dwukrotnie przegrywała z Hermą Szabó i trzykrotnie z Fritzi Burger.
Po zakończeniu kariery amatorskiej w 1930 roku uczyła łyżwiarstwa w Szwajcarii i Wielkiej Brytanii. Po II wojnie światowej występowała w europejskich rewiach łyżwiarskich ze swoim mężem, niemieckim łyżwiarzem figurowym Paulem Kreckowem, którego poślubiła w grudniu 1932 roku w Londynie. Następnie wyemigrowali do Stanów Zjednoczonych, gdzie Brunner zmarła w wieku 95 lat w Filadelfii.

## Osiągnięcia

### Solistki
| Zawody               | 1926           | 1927           | 1928           | 1929           | 1930           |                |                |                |                |                |                |                |                |                |                |                |                |
| Międzynarodowe       | Międzynarodowe | Międzynarodowe | Międzynarodowe | Międzynarodowe | Międzynarodowe | Międzynarodowe | Międzynarodowe | Międzynarodowe | Międzynarodowe | Międzynarodowe | Międzynarodowe | Międzynarodowe | Międzynarodowe | Międzynarodowe | Międzynarodowe | Międzynarodowe | Międzynarodowe |
| -------------------- | -------------- | -------------- | -------------- | -------------- | -------------- | -------------- | -------------- | -------------- | -------------- | -------------- | -------------- | -------------- | -------------- | -------------- | -------------- | -------------- | -------------- |
| Igrzyska olimpijskie |                |                | 7              |                |                |                |                |                |                |                |                |                |                |                |                |                |                |
| Mistrzostwa świata   |                |                | 5              | 3              | 5              |                |                |                |                |                |                |                |                |                |                |                |                |
| Krajowe              |                |                |                |                |                |                |                |                |                |                |                |                |                |                |                |                |                |
| Mistrzostwa Austrii  | 2              | 2              | 2              | 2              | 2              |                |                |                |                |                |                |                |                |                |                |                |                |

### Pary sportowe
Z Ludwigiem Wrede
| Zawody               | 1928           | 1929           | 1930           |                |                |                |                |                |                |                |                |                |                |                |                |                |                |
| Międzynarodowe       | Międzynarodowe | Międzynarodowe | Międzynarodowe | Międzynarodowe | Międzynarodowe | Międzynarodowe | Międzynarodowe | Międzynarodowe | Międzynarodowe | Międzynarodowe | Międzynarodowe | Międzynarodowe | Międzynarodowe | Międzynarodowe | Międzynarodowe | Międzynarodowe | Międzynarodowe |
| -------------------- | -------------- | -------------- | -------------- | -------------- | -------------- | -------------- | -------------- | -------------- | -------------- | -------------- | -------------- | -------------- | -------------- | -------------- | -------------- | -------------- | -------------- |
| Igrzyska olimpijskie | 3              |                |                |                |                |                |                |                |                |                |                |                |                |                |                |                |                |
| Mistrzostwa świata   | 3              | 2              | 2              |                |                |                |                |                |                |                |                |                |                |                |                |                |                |
| Krajowe              |                |                |                |                |                |                |                |                |                |                |                |                |                |                |                |                |                |
| Mistrzostwa Austrii  |                | 3              | 1              |                |                |                |                |                |                |                |                |                |                |                |                |                |                |